# Спиридон Солнцеворот
Спиридо́н Солнцеворо́т (День Спиридона солноворота) — день народного календаря у славян, приходящийся на 12 (25) декабря, день святого Спиридона Тримифунтского.
Этот день отмечен в русском народном календаре как день зимнего поворота солнца на лето, «Солнце на лето, зима на мороз».

## Другие названия праздника
рус. Спиридон солноворот, Солнцеворот, Солноворот, Поворот, Солоноворот, Солнопутье, Тёмный день, Поворотник, Спиридон; бел. Спірыдон Сонцаварот; укр. День Спиридона, Спиридон Сонцеворот, Спиридона чудотворця.

## Традиции
В XVI—XVII веках на этот день выпадало зимнее солнцестояние. В эти времена в Москве соблюдался следующий астральный обряд: перед русским царём представал звонарный староста Московского собора, как блюститель «часобития» (звона часов), бил челом и докладывал про то, что «отселе возврат Солнцу с зимы на лето, день прибывает, а ночь умаляется». За эту радостную весть старосте выдавалось 24 серебряных рубля.
Вероятно в это время некоторые колядные обычаи огня передвинулись с даты 25 декабря, на 12 декабря. Так же как и в святки, на Спиридона стали жечь костры и катать с гор огненные колеса, припевая:
Покатилось колесо с Нова-города,

С Нова-города и до Киева,

Со Киева ко Черному морю,

К Черноморью ко широкому,

К широкому-ли, глубокому.

Колесо, гори-катись,

С весной красной вернись...
Люди выходили на Красные угорья, самые высокие места в округе, и встречали первые лучи солнца. Кое-где в Заонежье Святки, а вместе с ними и святочные гадания, начинались не с Николы зимнего (6 декабря) и не с Рождества (25 декабря), как это было присуще многим русским, а со Спиридона-поворота. Со дня Спиридона начинаются и в навечерие Рождества Христова кончаются «Кривые святки» заонежан.
Среди крестьян ходила поговорка: «После солноворота прибудет дня хоть на воробьиный скок». Кое-где считалось, что именно «на Спиридона-солноворота медведь в берлоге поворачивается на другой бок».
На Спиридона Хозяйки прикармливали кур гречихой «из правова рукова, чтобы раньше неслись». Садовники, отряхивая от снега яблони, приговаривали: «Спиридонов день, подымайся вверх!» Это делалось для того, чтобы защитить плодовые деревья от гусениц по весне.
В этот день запрещалось работать, крестьяне могли лишь гадать о погоде и урожае на предстоящий год. Если на Спиридона происходит перемена ветра, то на будущий год будет хороший урожай гречихи. Старики замечали, с какой стороны на этот день подует ветер, с той стороны будет дуть он до «сорока мучеников». По погоде первых 12 дней, следующих за Спиридоном, судят о погоде каждого из 12 месяцев наступающего года.

## Поговорки и приметы
- После солноворота хоть на воробьиный скок да прибудет дня.
- Спиридона солноворота — солнце на лето, зима на мороз[15]
- Отколе ветер на Солноворота, оттоле будет стоять до сорока мучеников (равноденствия)[13].
- Если зима ходит в этот день по полю, то за ней вереницами идут метели и просят себе дела.
- Если на этот день будет на деревах иней, то святки будут тёплыми.
- Спиридон Солнцеворот небо плечами подпирает (укр. Спиридон Сонцеворот небо плечима підпирає).